# Freddie Mac
Freddie Mac (Federal Home Loan Mortgage Corporation) ist eine börsennotierte US-amerikanische Hypothekenbank mit Firmensitz in Tysons Corner, Virginia. Freddie Mac kauft Hypothekenkredite von Banken, fasst diese Kredite zusammen und bringt sie als hypothekenbesicherte Wertpapiere (mortgage-backed securities) auf den Kapitalmarkt. Der heutige Name des Unternehmens leitet sich als Quasi-Akronym aus der Abkürzung seines ursprünglichen Namens Federal Home Loan Mortgage Corporation (FHLMC) ab.
Freddie Mac ist ein staatlich gefördertes US-Unternehmen (government-sponsored enterprise) und wird vom Office of Federal Housing Enterprise Oversight (OFHEO) beaufsichtigt. Derzeit ist das Unternehmen die zweitgrößte Hypothekenbank der Vereinigten Staaten. Die Bank erwirtschaftete 2014 einen Umsatz von 14,263 Mrd. US-Dollar.

## Geschichte
Freddie Mac wurde 1970 vom Kongress der Vereinigten Staaten als Federal Home Loan Mortgage Corporation gegründet, um dem zur selben Zeit privatisierten Wettbewerber Fannie Mae und den FHL-Banken Konkurrenz zu machen und so ein Monopol zu verhindern.
Im Jahr 1989 wurde mit dem Financial Institutions Reform, Recovery and Enforcement Act of 1989 ("FIRREA") die Regulierung von Fannie Mae und Freddie Mac überarbeitet und vereinheitlicht. Außerdem wurden die Verbindungen zwischen Freddie Mac und dem Federal Home Loan Bank System gekappt. Der Federal Home Loan Bank Board (FHLBB) wurde abgeschafft und ein 18-köpfiger Verwaltungsrat für Freddie Mac gebildet, der der Aufsicht durch das Ministerium für Wohnungsbau und Stadtentwicklung (HUD) unterstellt wurde. 
Ein Bilanzierungsskandal führte 2003 zu Umbesetzungen in den Führungsetagen der Bank. In den Jahren 2000 bis 2002 waren die Gewinne des Unternehmens um mehrere Milliarden US-Dollar zu niedrig ausgewiesen worden.
2008 geriet das Unternehmen ebenso wie der Konkurrent Fannie Mae aufgrund der Immobilienkrise in den Vereinigten Staaten in finanzielle Schwierigkeiten. Am 13. Juli 2008 kündigte die US-Regierung an, Freddie Mac und Fannie Mae mit Krediten und Aktienkäufen in Milliardenhöhe zu stützen, um einen Bankrott der beiden Bankhäuser zu verhindern. US-Senat und US-Repräsentantenhaus haben dies am 23. Juli in den Grundsätzen genehmigt. Am 7. September 2008 übernahm die zuständige Aufsichtsbehörde Federal Housing Finance Agency (FHFA) die Kontrolle über Freddie Mac. Die beiden staatsnahen Hypothekenbanken Fannie Mae und Freddie Mac erhielten 2008 einen Rettungskredit von 187 Milliarden Dollar. 
In einem Vergleich vor einem Bundesbezirksgericht zu Hypothekengeschäften aus den Jahren 2005 bis 2007 einigte sich die Deutsche Bank mit der Federal Housing Finance Agency (FHFA) auf eine Entschädigungszahlung von insgesamt 1,4 Milliarden Euro an Fannie Mae und Freddie Mac.
Bis März 2014 wurde der staatliche Rettungskredit wieder vollständig zurückgezahlt.